# Jonah Williams
Jonah Williams (Atlanta, Georgia, 17 de noviembre de 1997) es un jugador profesional estadounidense de fútbol americano que se desempeña en la posición de offensive tackle en Arizona Cardinals, equipo de la National Football League (NFL).

## Carrera
Fue seleccionado en la primera ronda en la Reunión Anual de Selección de Jugadores de la NFL de 2019. En 2020, comenzó a jugar en el equipo Cincinnati Bengals, en el cual estuvo cuatro temporadas (2020-2024), después pasó a Arizona Cardinals.